# Smučarsko mazivo
Smučarske maže se uporablja na spodnji strani smuči ali snežnih desk za izboljšanje voznih lastnosti na snegu. Lahko se tudi uporablja za naprave, ki drsijo skozi sneg in led, na primer sanke.

## Tipi smučarskih maž
V osnovi delimo smučarske maže v dve glavni kategoriji: maže za drsenje in maže za oprijem.

### Maža za drsenje
Maža za drsenje se uporablja za vse smučarske discipline. Lahko izboljša drsalno hitrost glede na nenamazane smuči.
Maža za drsenje opisuje območje maž, ki se lahko uporabljajo za nordijske discipline, alpske discipline in za snežne deske. Za pravilno drsenje moramo pravilno optimizirati debeline tanke plasti vode, ki se nabira med smuči in snežno podlago. Smučanje po snegu je kombinacija mokrega in suhega trenja: preveč vode ustvari mokri upor, medtem ko bo premalo vode ustvarilo suhi upor. Pravilno izbiranje maže za drsenje nam je v pomoč pri tem občutljivem procesu.
Dostopne maže za drsenje vsebujejo veliko število različnih sestavin, da se lahko ujemajo s prevladujočimi pogoji, za pridobitev idealne debeline vodnega filma. Pridobitev idealne debeline vodnega filma vključuje maže za drsenje, ki prispevajo k proizvajanju vodnega filma in odstranjevanju odvečne vode. Voski za drsenje vsebujejo sestavine za izvajanje obeh procesov. V težkih razmerah, kjer se ustvarja veliko plasti vode (suhi ali zelo hladni pogoji, bo maža za drsenje dodala sestavine za suhi upor. Nastavitev trdote maže je osnovna metoda za nadzor plasti vode. Večja trdota maže bo ustvarila več plasti, medtem ko bo mehkejša maža ustvarila manj plasti. Ko je prisotna odvečna voda pa se bolj uporablja hidrofobne komponente plasti za zmanjšanje debeline.
Obstaja veliko različnih sestavin, ki se uporabljajo za zmanjšanje mokrega trenja. Parafinski vosek, naravni in sintetični, je bil pogosto uporabljen material. Nekateri starejši uporabljeni materiali so vključeni borov katran in olja iz prehrambene industrije. Drugi materiali se trenutno uporabljajo za nadzor mokrega trenja, vendar niso omejene na silicij,PTFE,fluoroogljikovodike, grafite, molibden in galija, čeprav imajo vsi vpliv na trdoto voska, ko jih enkrat dodamo. Obstajajo številni materiali, ki so bili uporabljeni ali so jih preizkusili, vendar so jih opustili zaradi pravil konkurence ali predpisov.
Za kontroliranje trdote maže za drsenje je dolžina ogljikove vrige v vosku prilagojena. Daljše ogljikove verige ustvari trši vosek, medtem ko krajše ogljikove verige ustvarijo mehkejši vosek. Zelo majhni mikrokristalinični voski ustvarijo zelo mehke voske. Drugi aditivi, ki vplivajo na trdoto vključujejo materiale, omenjene tudi za zmanjševanje mokrega trenja. Različne mešanice teh materialov bojo spremenile skupno trdoto. 
Maža za drsenje se izbira predvsem glede na temperaturo snega, kot tudi glede na strukturo kristalov in relativne vlažnosti snega. Proizvajalčev paket praviloma določa smernice za ujemanje maže snežnim pogojem. To se uporablja pri drsnih conah za smuči. Za alpske smuči, snežne deske, smuči za smučarske skoke in telemark smuči, drsalno območje sestavlja celotna površina razen konico. Pri tekaških smučeh pa je drsno območje odvisno od tehnike vožnje na smučeh. Pri tehniki prostega sloga, se uporablja celotna površina, za klasično tehniko pa drsalno območje zajema vrhove in  repe smuči, ne pa sredinski oz. odrivni del.
Kakorkoli, pa nekateri avtorji dvomijo o uporabi vseh mažah za drsenje na sodobnih smuči, ki so izdelane iz različnih vrst ultra visoke molekularne mase polietilena (UHMWPE).

 Avtorji vztrajajo, da je osnovni smučarski material veliko boljši kot kateri koli vosek.

### Maža za oprijem
Oprijem maže ali kick vosek opisuje vrsto maž, značilnih za tek na smučeh s klasično tehniko. Ta maža je na voljo v dveh oblikah. "Hard Kick Wax" in klister. Hard Kick maža se uporablja za novozapadli sneg, z jasno opredeljeno kristalno strukturo, včasih tudi za starejši sneg in sneg z nizko temperaturo (ko je temperatura zraka pod lediščem). Na splošno se najbolje uporablja v pogojih, pod lediščem. Če taka maža ne deluje,boste morali uporabiti klister mažo. Klister je netorično lepljiv in je maža, ki je težka za uporabo, vendar je odlična, kadar se mažo uporablja v hladnih pogojih (pod lediščem, ko je sneg izgubil dobero kristalno strukturo) ali s snegom, ki je razmeroma toplel in vlažen (nad zamrznitev). V času, ko kick vosek in klister ne zagotavljajo dovoolj oprijema, bodo smučarji včasih "Hairies" to je proces obračanja smuči v nenamazane z drgnenjem površine, tako da pridemo do osnovne strukture.
Čeprav so nianse maž za drsenje zelo kompleksne, vse maže služijo istemu oprijemu. Maža se uporablja za osrednji del smuči, ki se imenuje brcni del. Brcno območje sega od smučarjeve pete, do približno 15cm nad vezjo. Vendar pa se lahko obseg brcnega območja spreminnja glede na težo smučarja. Pomembno je, da za pravilen oprijem, pred uporabo smuči preverimo. Ko je dovolj pritiska  in so smuči s celo površino na podlagi, omogočimo brcnemu delu stik s snegom. Ko mažo pravilno izberemo in uporabimo, se maža v brcnem delu oprijema snega in stem omogoča smučarju premikanje naprej.
Obstaja veliko različnih materialov, ki se uporabljajo za oprijem. Uporablja se tako umetne kot naravne materiale.

## Proces voskanja za drsenje
Bolj pogosto se uporablja pri smučeh za drsenje, kot pa pri smučeh, ki rabijo oprijem. Preprosto zato, ker lahko alpske smuči, snežne deske, skakalne smuču in tekaške smuči za prosto tehniko, z voskanjem drsno površino pozdravimo in popravimo. Po navadi se proces začne s čiščenjem drsne površine, oziroma odstranjevanjem starega voska, ki bi lahko vplival na oprijem novega voska. Ko je podlaga čista(brez voska), po navadi uporabljamo tri različne načine voskanja.

### Vroče voskanje
Vosek, ki je primeren za vroče voskanje se segreva na železni površini likalnika, stopljeni vosek pa kapljamo ali premažemo smučarsko površino. Vosek nato z vročim likalnikom vtremo v površino. Pri mehkejših voskih, ki so boljši v toplejših razmerah, zahtevajo nižjo temperaturo likalne površine kot jo zahtevajo trši voski, ki pa so boljši v hladnih razmerah in zahtevajo višje temperature pri nanosu voska. Primerna temperatura likanja je po navadi navedena na embalaži. Po tem ko smo pustili, da se površina ohladi, odvečni vosek postrgamo s površine. Nato smuči skrtačimo z grobimi kovinskimi krtačami, sledi mehka najlonska in krtača iz konjskih dlak. S tem dosežemo gladko in hitro osnovno podlago. S tem damo strukturi svežino in jo pripravimo na kasnejše maže.

### Paste, Tekoči vosek, Spreji, Vtiranje
To so preproste metode voskanja. Tekoči voski in voski v spreju omogočajo boljše pokrivanje kot trdi voski, ki se uporabljajo z vročim nanašanjem. Za dosego iste vzdržljivosti kot pri vročem voskanju, se uporablja tekoči vosek ali vosek v spreju za povečanje prodora v strukturo.

### Hotboxing
Druga metoda, hotboxing, vključuje uporabo vročega voskanja, nato pa segrevanje smuči z napravo imenovano hot box. S tem načinom odpremo pore v smučeh in omogočimo maži da prodre globlje in bolj učinkovito v strukturo. S tem pa naredimo površino hitrejšo in bolj gladko. Hotboxi so na voljo pri proizvajalcih kot so Swix in Toko.

## Proces voskanja za oprijem (za klasične, nenamazane smuči za tek na smučeh)

### Kick Wax
Prihaja v treh oblikah: trdicionalni trdi vosek iz aluminijaste pločevine, kot tekoče paste in trakovi. Vse tri oblike se uporablja tako za rekreativne kot tudi tekmovalne namene.

### Klister Wax
Klister vosek je na voljo v tubi ali v spreju. Najbolje ga je uporabljati v toplem prostoru. 

### Hairies
Obstajajo razmere, ko ne moreta niti kick vosek niti klister vosek ustvariti učinkovit oprijem. Tehnika, ki dejansko ni tehnično voskanje se uporablja za ustvarjanja boljšega oprijema v posebno določenih snežnih pogojih/sneg, ki ima zračno temperaturo okli okoli 0 ° C in novozapadlemu snegu. Ta tehnika rečemo Hairies tehnika. 

## Pripomočki
Obstaja veliko različnih orodij, ki se jih uporablja za pripravo smuči. Pri voskanju za drsalno tehniko, so osnovna orodja običajno specializiran likalnik, plastična strgala in najlonske krtače. 
Seznam orodij je dolg in vključuje likalnik za voskanje, strgala, primeže, krtače, izvijače, termometre, posebne blazinice, čistilno opremo, polirne krpe in brusilce robnikov. Ta orodja se ne uporabljajo samo za neposredno uporabo, ampak tudi za pripravo osnovne podlage smuči pred uporabo maž.

### Likalnik za voskanje
Specialni likalniki za voskanje smuči so bolj natančni, saj imajo natančnejšo kontrolo nad temperaturo. Natančnejši nadzor temperature pomeni, da železo vzdržuje izbrano temperaturo. Vse skupaj je posledica boljšega prodora voska v smučarske pore (osnove), saj ima vsak vosek točno določeno temperaturo nanosa. Likalno železo je ravno, kar nam omogoča lažje čiščenje, tako da voski iz prejšnih tretmajev ne ostanejo na likalniku in se ne morejo mešati z drugimi voski.
Običajni likalniki za oblačila, so cenejša alternativa specializiranim likalnikom, vendar se ne priporočajo. Ti likalniki se zlahka segrejejo do te mere, da se vosek začne topiti, vendar niso dovolj natančni. Običajni likalniki imajo zelo tanko železno podlago in so nagnjeni k slabi distribuciji toplote. Nimajo natančega nadzora nad temperaturo zaradi katerega pride do velikih odstopanj med samo uporabo.
Običajni likalniki pogosto presežejo želeno temperaturo in vosek zažge. S tem zamanjšamo učinek voska in je lahko tudi škodljiv za človekovo zdravje, zlasti  fluorirani voski.
Medtem ko voskamo, mora biti na likalni površini ustrezna temperatura, ki se uskljajuje z vrsto voska, ki se ga uporablja. To je zato, ker različni voski vsebujejo različne kemikalije. Poleg tega nam to omogoča, da smuči drsijo po snegu bolj učinkovito. Vrste voska, je treba izbrati glede na snežne razmere. Vosek ki se uporablja za hladnejše temperature snega, je treba bolj segrevati, da v celoti zapolnimo kanale na površini smučke. Vendar pa je treba temperaturo in postavitev likalnika prilagoditi, da bi se izognili pregretju strukture smuči. Vosek se utekočini na podlago in enakomerno razporedi skozi celotno smučarsko podlago.

### Pluta za poliranje
Plute za poliranje so sestavljene iz naravnih ali sintetičnih materialov. Najpogosteje se uporabljajo predvsem za širjenje nordijske maže za oprijem. Vendar se veliko uporablja tudi za nordijske in alpske discipline pri uporabi fluoroogljikovega prahu. Posebna plute na valju, imenovane roto plute, se uporabljajo za čiste fluorogljikove maže.

### Vpenjala-primeži
Te pomagajo držati smuči in snežne deske na mestu, medtem ko se izvaja voskanje ali nastavitev. Obstajajo različni primeži za nordijske smuči, alpske smuči in snežne deske. Nekateri so veliki in so fiksirani na delovni mizi, medtem ko, so manjši prenosljivi.

### Strgala
Strgala so plastične ali kovinska, ravne pravokotne oblike. Uporabljajo za postrganje voseka, ki ostane na osnovi smučke. Ta proces se odvija med voskanjem in krtačenjem. Ko se vosek ohladi, se presežek odstrani iz strukture, nato pa se lahko krtači za odstranitev voska v utorih.

### Krtače
Na splošno je namen krtačenja, da odstranimo odvečno fino tanko plast voska s smuči, brez poškodb podlage ali spreminjanja strukture smučarske osnove. Specialne ščetke se uporabljajo za pripravo smučarske osnove. Najrazličnejši pogoji in različni voski zahtevajo veliko paleto ščetk, ki se razlikujejo glede na material, togost ščetin in velikosti ščetin. Medtem, ko ni običajno, da bi rekreativni smučarji imeli kratče, pa je pri poklicnih smučarjih in smučarskih tehnikih ravno nasprotno (imajo vse). 
Materiali, ki se uporabljajo: trdi najlon(splošna uporaba), mehki najlon(končna/poliranje), konjske dlake(mehke in trde), medenina(fine in ekstra fine), baker, fino jeklo, grobo jeklo in kombinacija ščetk.

## Topila
Vosek je mogoče raztopiti z nepolarnimi topili, kot sta na primer bencin in benzen. Vendar pa so topila za komercialne voske iz limonennafte citrusev, kar je manj strupeno, se težje vname in je manj škodljivo za smučarsko bazo.

## Vpliv na zdravje in okolje

### Vpliv na zdravje
Smučarski voski lahko vsebujejo strupene kemikalije, vključno s perfluoriranimi kemikalijami. Ravni perfluoriranih karboksilatov, zlasti perfluorooktanojska kislina, je znano, da se občutno poveča med samo smučarsko sezono. Za perfluorooktanojsko kislino je znano, da je stabilna v okolju ter povzročaja raka, prirojene okvare ščitnice, motnje, poveča se kardiovaskularno tveganje, hormonov in motnje imunskega sistema, rojstva in razvojne napake in napake na jetrih.
Smučarski voski lahko vsebujejo veliko strupenih kemikalij. Na voljo je malo podatkov o njegovi natančni kemični sestavi, vendar so študije ugotovile z vzorčenjem zraka, da se perfluorirane kemikalije (PFC) običajno uporabljajo v smučarskem vosku. Perfluorooktanojska kislina (PFOA) in perfluorooktan sulfonat (PFOS) so najpogostejši PFC najdenih v smučarskem vosku. Splošni populacijo je znano, da so  ravni PFOA in PFOS v naših telesih. Pomembnost teh vrednosti v ljudeh še ni znan. Vendar pa so tehniki za voske ugotovili, da imajo močno povišano stopnjo PFOA v primerjavi s splošno populacijo in tako je bilo ugotovljeno, da imajo dihalne težave in težave po akutni izpostavljenosti.
Vir izpostavljenosti PFOA in PFOS ni jasno raziskan, toda vdihavanje dima pri voskanju se zdi, da je skupen vir izpostavljenosti pri tehnikih za voske. Izpostavljenost dimu je odvisna od temperature železa, lego tehnika in količino prezračevanja v prostoru, ki se uporablja v procesu. Hlapi, ki se sproščajo v zrak iz smučarskega voska, vseuiejo submikronske delce. Ti delci lahko vplivajo na pljuča in prispevajo k draženju dihal. Poleg dihalnih motenj, je še posebej znano, da povzroča raka, okvare ob rojstvu, nepravilno delovanje ščitnice, povečajo tveganje bolezni srca, motnje imunskega sistema, razvoj napak in toksičnost jetr. 
Perfluorirane kemikalije se slabo izločajo iz človeškega telesa, ko se enkrat absorbirajo v telo. Lahko trajo od 4 do 9 let predno se izločijo iz telesa. Odvisno od vrste PFCja. Posledice, zakaj se PFCji slabo odstranjujejo iz telesa še niso znane zardi omejenih človeških podatkov na akutna in kronična obolenja v povezavi z PFOSi in PFOAji. Vendar pa zaradi dolge razpolovne dobe teh kemikalij v ljudeh, lahko upravičeno pričakujemo, da bi stalna izpostavljenost povečala telesno obremenitev na raven, ki bi povzročila neželene izide. Smučarsko voskanje v dobro prezračevanem prostoru, ki je opremljen z opremo za dihanje, zaščitnimi rokavicami in očali, če zmanjšujemo temperaturo železa in če imamo posodo z voskom tesno zaprto, ko ni v uporabi, lahko pomagamo zmanjšati izpostavljenost PFCja v smučanju. 

### Vpliv na okolje
Pri smučanju, bo trenje med snegom in smučmi povzročilo , da bo sneg absorbiral zrna delcev na površino snega. Vosek se sprošča s taljenjem snega v impulzih odvisno od hidrofobnosti, kemikalij v vosku in starosti snega, končaj pa na površini tal. Taljenje snega odteka v zemljine pore, v potoke, v jezera in reke in ima možnost, da kontaminira in škoduje tako okolju kot prebivalcem. PFC v so izjemno odporni na toploto, so kemično in biološko stabilne in zato v okolju obstanejo. 
Ena študija je preučila prostorsko porazdelitev kemikalij , predvsem PFOA, na norveškem smučišču kjer potekajo tekmovanja. Najvišje koncentracije so bile najdene na preiskusnih progah na tekmovališčih, visoke koncentracije so bile prav tako najdene v okoliških vodah pri spomladanskem taljenju snega. Druga študija kemikalij v smučarskih voskih je pokazala določitev njihove usode na okolje in ugotovila, da je vse odvisno od delcev, ki so vezani in koagulirajo med taljenjem in zmrzovanjem in se nakopičijo na vrhu snežne podlage. Narava terena, koliko so bila tla zamrznjena med taljenjem in intenzivnost taljenja, vse to vpliva na usodo delcev in njihovo povezanost kemikalij. Poleg tega izhlapevanje smučarskih kemikalij iz površine zemlje ali vode bi lahko imelo vpliv. Konec koncev pa se v smučarskih voskih kemikalije, ki se kopičijo v lokalnem okolju, sprostijo. 
Kemikalije v smučarskih voskih so bile najdene v površinskih vodah, zraku, blatu, tleh in sedimentov po vsem svetu. Obstajata dve teoriji o globalnem prenos teh kemikalij. Prvi je prevoz na velike razdalje, to so oceanski tokovi. Druga teorija vključuje atmosferski transport in transformacijokemičnih predhodnikov. Dolgoročne abiotske in biotske razgradnje študije za fluorotelomer na osnovi polimernih materialov v tleh, sedimente in blata se trenutno izvajajo, da bi bolje razumeli usodo teh spojin v okolje. 
Kemikalije v smučarskih voskih se sproščajo v okolje med proizvodnjo in med voskanjem. Posamezni deli izhlapevanja pri segrevanju in kondenziranju v delce manjše od 1 mikrona, kar je mogoče doseči z alveolarno regijo v pljučih in potencialno povzroči respiratorno in kardiovaskularno bolezen. Ljudje imajo dolge razpolovne dobe izločanja seruma kemikalij v smučarskih voskih. US CDC je pokazala merljive količine teh kemikalije v skoraj vsaki osebi, ki je bila zdravniško pregledana. Neka študija je pokazala, da so strokovnjaki za voske lahko v svojih telesih proizvajali PFOA in PFNA in jih prebavljali v fluorotelomer alkohole, ki jih najdemo v koncentracijah 800x večjih, kot PFOA v delovnem prostoru zraku.

## Proizvajalci
- Speedwax
- ChocoWax
- BeaverWax
- Swix
- Hertelskiwax
- Dominator Wax
- Toko
- Kuusport
- Solda
- Bluebird
- Fast Wax
- Ski Go
- Holmenkol

1. ↑  Kuzmin, Leonid (2006). Investigation of the most essential factors influencing ski glide (PDF) (Licentiate). Luleå University of Technology. Arhivirano iz prvotnega spletišča (PDF) dne 8. februarja 2006. Pridobljeno 20. oktobra 2012. Arhivirano 2006-02-08 na Wayback Machine.
2. ↑  Kuzmin, Leonid; Tinnsten, Mats (2006). »Dirt absorption on the ski running surface - quantification and influence on the gliding ability«. Sports Engineering. 9 (13): 137–146. doi:10.1007/BF02844115. Pridobljeno 20. oktobra 2012.[mrtva povezava]
3. ↑  Coupe, Richard (2008). »An Investigation Comparing the Efficacy of Different Lubricants for Skis on Artificial Snow«. ENQUIRY: The ACES Journal of Undergraduate Research. Sheffield Hallam University. 1 (1). Pridobljeno 20. oktobra 2012.
4. ↑  Giesbrecht, Jan Lukas (2010). Polymers on snow: Towards skiing faster (PDF) (Doctoral). Swiss Federal Institute of Technology. Pridobljeno 20. oktobra 2012.
5. ↑  Kuzmin, Leonid (2010). Interfacial kinetic ski friction (Doctoral). Mid Sweden University. Pridobljeno 20. oktobra 2012.
6. ↑  A time trend study of significantly elevated perfluorocarboxylate levels in humans after using fluorinated ski wax., Nilsson H, Kärrman A, Westberg H, Rotander A, van Bavel B, Lindström G. Environ Sci Technol. 2010 Mar 15;44(6):2150-5.
7. ↑  Association between Serum Perfluorooctanoic Acid (PFOA) and Thyroid Disease in the U.S. National Health and Nutrition Examination Survey. Arhivirano 2012-08-30 na Wayback Machine., David Melzer, Neil Rice, Michael H. Depledge, William E. Henley, Tamara S. Galloway Environ Health Perspect 118:686-692. DOI: 10.1289/ehp.0901584.
8. ↑  Ski wax chemicals build up in people's blood, pose risks., Cherly Katz Environmental Health News, December 19, 2010.
9. ↑  Lau C; Anitole K; Hodes C; Lai D; Pfahles-Hutchens A; Seed J (2007). »Perfluoroalkyl acids: a review of monitoring and toxicological findings« (PDF). Toxicol. Sci. 99 (2): 366–94. doi:10.1093/toxsci/kfm128. PMID 17519394.